# New Year's Smash (2024)
New Year's Smash 2024 será un especial de televisión que tendrá lugar el 22 de diciembre de 2024 por el canal televisivo estadounidense TNT como especial del programa de televisión semanal Rampage desde el Hammerstein Ballroom en Nueva York, Nueva York, emitiéndose el día 27 de diciembre. Este será también el último episodio de Rampage, ya que el programa no se incluyó en el acuerdo de derechos audiovisuales que entrará en vigor a partir del 25 de enero.

## Producción
New Year's Smash es un especial de televisión de lucha libre profesional celebrado alrededor de Año Nuevo por All Elite Wrestling (AEW) desde enero de 2021. Mientras que los eventos anteriores de New Year's Smash se emitieron en dos partes, con los tres anteriores emitiéndose específicamente como un episodio especial de Dynamite y luego como un episodio especial de Rampage, el evento de 2024 solo se emitirá como un episodio especial de Rampage debido a la emisión de Dynamite de esa semana como un especial de Navidad llamado Dynamite on 34th Street. El evento se celebrará el 22 de diciembre de 2024 en el Hammerstein Ballroom de Nueva York, Nueva York emitiéndose el 27 de diciembre. Este también será el último episodio de Rampage, ya que el programa no se incluyó en el acuerdo de derechos audiovisuales de AEW con Warner Bros. Discovery, que entrará en vigor en enero de 2025.

## Resultados
- Chris Jericho (con Big Bill) derrotó a Anthony Bowens (con Max Caster).
  - Jericho cubrió a Bowens después que Caster lo golpeara accidentalmente con el Campeonato Mundial de ROH.
  - Durante la lucha, Bill interfirió a favor de Jericho, mientras que Caster lo hizo a favor de Bowens.
  - El Campeonato Mundial de ROH de Jericho no estuvo en juego.
- Private Party (Isiah Kassidy & Marq Quen) derrotó a Leo Sparrow & Alec Quest.
  - Kassidy cubrió a Sparrow después de un «Gin & Juice».
  - Después de la lucha, Action Andretti & Lio Rush, Top Flight (Dante Martin & Darius Martin) y Private Party se atacaron mutuamente.
  - El Campeonato Mundial en Parejas de AEW de Private Party no estuvo en juego.
- Thunder Rosa derrotó a Leila Grey.
  - Rosa forzó a Grey a rendirse con un «El Rugido».
- Hook derrotó a Nick Wayne (con Christian Cage, Kip Sabian & Shayna Wayne).
  - Hook forzó a Nick a rendirse con un «Redrum».
  - Durante la lucha, The Patriarchy interfirió a favor de Nick, pero fueron expulsados por el árbitro, sin embargo, Cage y Sabian regresaron a interferir, pero fueron detenidos por Katsuyori Shibata.